# Johan Fagerlund
Johan Fagerlund, född 9 december 1988 i Göteborg, är en svensk tidigare handbollsspelare (högernia/högersexa).
Fagerlund spelade 36 U-landskamper och gjorde 61 mål för Sveriges U19- och U21-landslag.

## Klubbar
- Mölndals HF (–2005)
- IK Heim (2005–2007)
- Alingsås HK (2007–2015)
- IK Sävehof (2015–2018)

## Meriter
- Svensk mästare två gånger (2009, 2014) med Alingsås HK
- Brons vid U18-EM 2006 med Sveriges U19-landslag[2]
- Brons vid U19-VM 2007 med Sveriges U19-landslag[3]